# نرکین کارمیرآغبیور
نرکین کارمیرآغبیور (به ارمنی: Ներքին Կարմիրաղբյուր) یک روستا در ارمنستان است که در استان تاووش واقع شده‌است. نرکین کارمیرآغبیور در ۵۸ کیلومتری شمال شرق ایجوان، مرکز استان تاووش واقع شده‌است.

## خصوصیات
نرکین کارمیرآغبیور ۱٬۰۶۱ نفر جمعیت دارد و در ارتفاع ۸۵۰ متر بالاتر از سطح دریا قرار گرفته‌است.